# Панченко Володимир Євгенович
Володи́мир Євге́нович Па́нченко (2 вересня 1954, село Демидівка Любашівського району Одеської області — 14 жовтня 2019) — український літературний критик, літературознавець, письменник, автор відомих статей, монографій, підручників на літературну та історичну тематику, професор Національного університету «Києво-Могилянська академія», доктор філологічних наук, член Національної спілки письменників України. Член Українського ПЕН. Народний депутат Верховної Ради України I скликання.
Учасник (з 2017 року) ініціативної групи «Першого грудня».

## Біографія
Закінчив філологічний факультет Одеського державного університету імені І. І. Мечникова у 1975 році.
З 1975 року — аспірант кафедри радянської літератури і літератури народів СРСР, асистент кафедри російської мови для іноземних студентів, старший викладач, доцент кафедри радянської літератури і літератури народів СРСР Одеського державного університету.
З 1984 року — доцент кафедри української літератури Кіровоградського державного педагогічного інституту ім. О. С. Пушкіна.
З 1985 року — відповідальний секретар Кіровоградської обласної організації Спілки письменників України.
Член КПРС 1983—1990; депутат Кіровоградської обласної Ради; член Спілки письменників СРСР.
Автор численних праць з історії української літератури, зокрема, «Юрій Яновський» (1988), «Володимир Винниченко: парадокси життя і творчості» (2004), «Неубієнна література» (2007). Його перу належить кілька літературно-критичних книг та сценаріїв документальних фільмів. Намагається дотримуватися трьох принципів: «Під лежачий камінь вода не тече», «Не тримай камінь за пазухою», «Крапля камінь точить».
Шеф-редактор та засновник видання «ЛітАкцент».
Заслужений діяч науки і техніки України (2009)

## Нагороди
- 1995 — лауреат премії імені Володимира Винниченка Українського фонду культури.
- 1996 — лауреат літературної премії «Благовіст».
- 1998 — лауреат літературної премії імені Олександра Білецького.
- 2016 — лауреат літературної премії ім. Євгена Маланюка.
- 2019 — Почесний громадянин міста Кропивницького (27.08.2019)[4].

## Публікації

### Монографії
- Панченко В. Віч-на-віч з епохою / В. Панченко. — К. : Рад. письменник, 1987. — 246 с.
- Панченко В. Арки і шибениці… : (Драматургія Миколи Куліша) / В. Панченко. — Кіровоград, 1997. — 39 с. : іл. — (Сер. «Урок літератури»).
- Панченко В. Будинок з химерами: Творчість Володимира Винниченка 1900—1920 рр. у європейському літературному контексті / В. Панченко. — Кіровоград, 1998. — 271 с.
- Панченко В. Морський рейс Юрія Третього / В. Є. Панченко. — Кіровоград: Мавік, 2002. — 146 с. : портр.
- Дзеркало: Драматична поема Лесі Українки «Оргія» і роман Володимира Винниченка «Хочу!» / Упор. В. Панченко. — К. : ФАКТ, 2002. — 317 с. : портр. — (Сер. "Літ. проект «Текст + контекст»: знакові літ. доробки та навколо них).
- Патетичний фрегат: Роман Юрія Яновського «Майстер корабля» як літературна містифікація / Упор. В. Панченко. — К. : ФАКТ, 2002. — 341 с. : іл. — (Сер. "Літ. проект «Текст + контекст»: знакові літ. доробки та навколо них)
- В. Панченко. Неубієнна література: дослідн. етюди / Володимир Панченко. — Київ: Твім інтер, 2007. — 436, [2] с.
- В. Панченко. Літературна дефіляда. Сучасна українська критика про сучасну українську літературу; Темпора, 2012.
- В. Панченко. Сонячний годинник. Київ: Темпора, 2013. — 416 ст.
- В. Панченко. Кільця на дереві. Київ: Кліо, 2015.
- В. Панченко. Повість про Миколу Зерова. — Київ: «Дух і літера», 2018—624 c. ISBN 978-966-378-631-5 (детальна біографія Зерова, написана за архівними матеріалами із залученням нових, ще не відомих загалу джерел).
- В. Панченко. Сонячний годинник. 2-ге видання, доповнене. Київ: Темпора, 2019. — 436 ст.
- В.Панченко. Літературний ландшафт України. ХХ століття. Київ, Ярославів вал, 2019

### Упорядковані антології
- Панченко В. «Так ніхто не кохав…»: десять шедеврів української любовної лірики / В. Панченко. — К. : Веселка, 2008. — 91 с.

### Вибрані статті
- Панченко В. Творчість Володимира Винниченка 1902—1920 років та художні течії початку 20 століття / В. Є. Панченко // Слово і час. — 2000. — № 7. — С. 9-17.
- Панченко В. «Слайди» із Юрієм Шевельовим: Дискусія. Література плюс / В. Є. Панченко // Кур‘єр Кривбасу. — 2002. — № 154. — С. 120.
- Панченко В. «Гофманіада» Володимира Дрозда та «Гоголіада» Юрія Щербака: (два епізоди з історії української літератури кінця 1960-х рр.)/ В. Панченко // Київ. — 2005. — № 12. — С. 144—152.
- Панченко В. «Діамант дорогий» на роздоріжжі доріг / В. Панченко // Дивослово. — 2005. — № 1. — С. 2-6.
- Панченко В. «ЛітАкцент» — це некон'юнктурний погляд на літературу / В. Панченко // Українська мова й література в середніх школах, гімназіях, ліцеях та колегіумах. — 2008. — № 4. — С. 125—127.
- Панченко В. «Робінзонада» Юрія Барабаша / В. Панченко // Слово і час. — 2006. — № 8. — С.74-81. — Бібліогр. : 7 назв.
- Панченко В. П. Тріада Юрія Шевельова // «Український Тиждень», 2010, № 1—2 — С. 114—115)
- Панченко В. Від «Білих островів» до «Знака терезів» (Поезія Максима Рильського 1910—1932 рр.) / В. Панченко // Слово і час. — 2006. — № 1. С. 3-14. — Бібліогр. : 12 назв.
- Панченко В. «Народу гілочка тернова…»: Диптих про поезію Ліни Костенко / В. Панченко. — К. : Веселка, 2005. — 62 с. : портр. — (Сер. «Урок літератури»).
- Панченко В. «Бо я — українець»: Літературний портрет Володимира Винниченка / В. Панченко. — 3-тє вид. — К. : Веселка, 2008. — 36 с. — (Сер. «Урок літератури»).
- Панченко В. П. Диптих про втрачену свободу [електронний ресурс] // Наукові записки НаУКМА. — 2013. — Т. 150 : Філологічні науки. — С. 55—63.
- Панченко В. Микола Зеров у «старозтерзаному» Києві (1917—1918) (із майбутньої книжки) / В. Панченко // Слово і час. — 2014. — № 9. — С. 53-67 : фото. — Бібліогр.